# 朱利安·埃帕亚尔
朱利安·埃帕亚尔（法語：Julien Épaillard，1977年7月24日—），法国男子马术运动员，2022年国家杯总决赛团体场地障碍赛银牌得主、2023年国家杯总决赛团体场地障碍赛银牌得主、2024年夏季奥林匹克运动会团体场地障碍赛铜牌得主。